# Handbol als Jocs Olímpics d'estiu de 1976

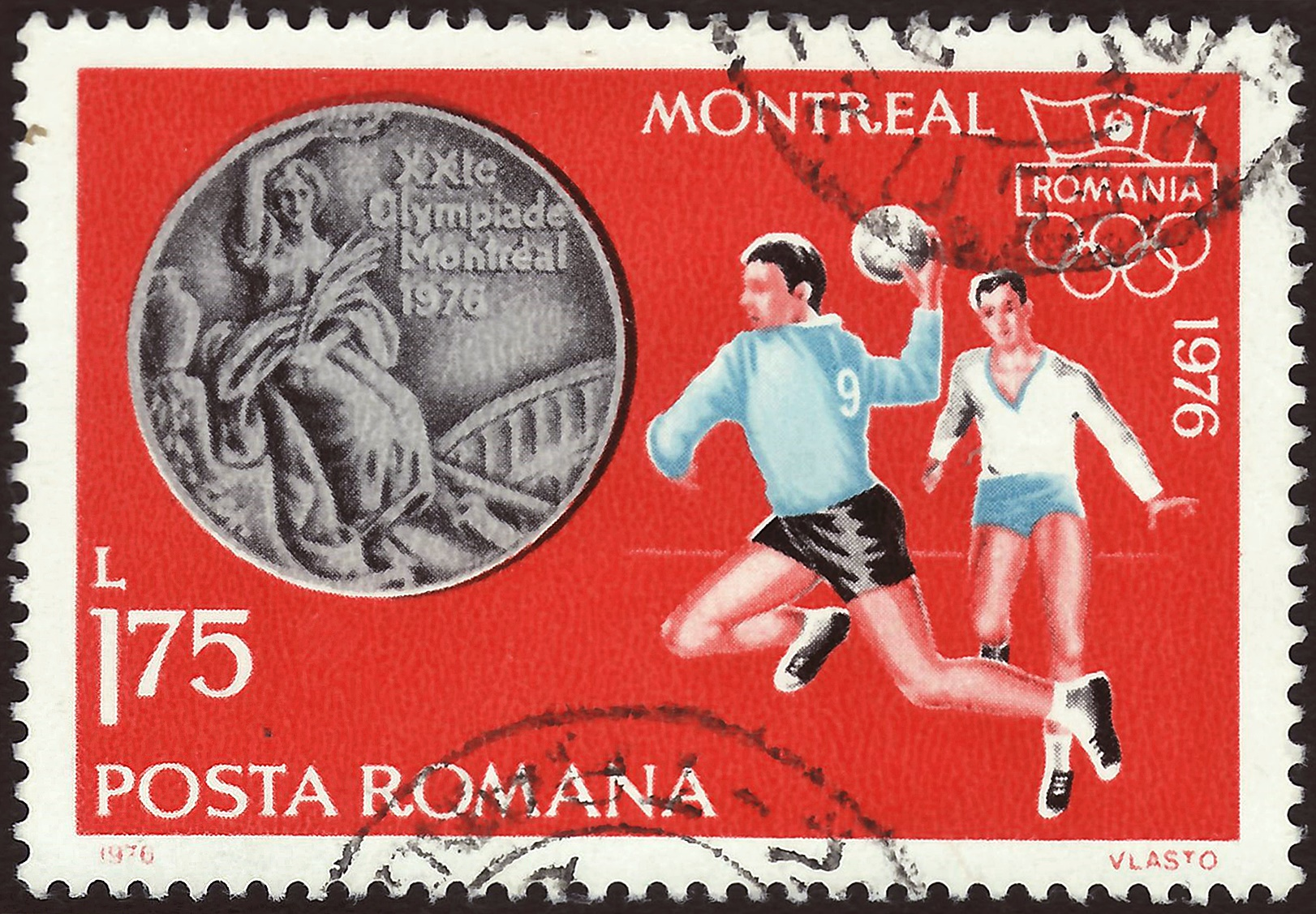
Segell postal romanès emès en commemoració dels Jocs Olímpics.

La competició es desenvolupà entre els dies 18 i 28 de juliol de 1976 al Complex sportif Claude-Robillard i el Montreal Forum de Montreal; al Pavelló d'Educació Física i dels Esports de la Universitat Laval (Ciutat de Quebec) i al Palau dels Esports de Sherbrooke.

## Comitès participants
Hi participaren un total de 243 jugadors d'handobl, 161 homes i 82 dones, de 13 comitès nacionals diferents:
| Categoria masculina - Canadà - Dinamarca - Estats Units - Hongria - Iugoslàvia - Japó - Polònia - RFA - Romania - Txecoslovàquia - Unió Soviètica | Categoria femenina - Canadà - Hongria - Japó - RDA - Romania - Unió Soviètica |

## Resum de medalles[1]
| Prova                   | Or | Argent | Bronze |
| Handbol masculí Detalls | Unió Soviètica Aleksandr Anpilogov · Yevgeny Chernyshov · Anatoli Fedyukin · Valeri Gassy · Vasily Ilyin · Mykhaylo Ishchenko · Yuri Kidyaev · Iuri Klímov · Vladimir Kravtsov · Serhiy Kushniryuk · Yuriy Lahutyn · Vladimir Maksimov · Oleksandr Rezanov · Mykola Tomyn             | Romania Ştefan Birtalan · Adrian Cosma · Cezar Drăgăniṭă · Alexandru Fölker · Cristian Gaţu · Mircea Grabovschi · Roland Gunesch · Gabriel Kicsid · Ghiţă Licu · Nicolae Munteanu · Cornel Penu · Werner Stöckl · Constantin Tudosie · Radu Voina  | Polònia Zdzisław Antczak · Janusz Brzozowski · Piotr Cieśla · Jan Gmyrek · Alfred Kałuziński · Jerzy Klempel · Zygfryd Kuchta · Jerzy Melcer · Ryszard Przybysz · Henryk Rozmiarek · Andrzej Sokołowski · Andrzej Szymczak · Mieczysław Wojczak · Włodzimierz Zieliński |
| Handbol femení Detalls  | Unió Soviètica Liubov Berejnaia · Lyudmyla Bobrus · Aldona Česaitytė · Tetyana Hlushchenko · Larissa Kàrlova · Mariya Litoshenko · Nina Lobova · Tetyana Makarets · Lyudmyla Panchuk · Rafiga Shabanova · Nataliya Sherstyuk · Lyudmila Shubina · Zinaïda Turtxinà · Halyna Zakharova | RDA Gabriele Badorek · Hannelore Burosch · Roswitha Krause · Waltraud Kretzschmar · Evelyn Matz · Liane Michaelis · Eva Paskuy · Kristina Richter · Christina Rost · Silvia Siefert · Marion Tietz · Petra Uhlig · Christina Voß · Hannelore Zober | Hongria Éva Angyal · Mária Berzsenyi · Ágota Bujdosó · Klára Csíkné · Zsuzsanna Kéziné · Katalin Lakiné · Rozália Lelkesné · Márta Megyeriné · Ilona Nagy · Marianna Nagy · Erzsébet Németh · Amália Sterbinszky · Borbála Tóth Harsányi · Mária Vadászné               |

## Medaller[1]
| Posició | País           | Or | Argent | Bronze | Total |
| 1       | Unió Soviètica | 2  | 0      | 0      | 2     |
| 2       | RDA            | 0  | 1      | 0      | 1     |
| 2       | Romania        | 0  | 1      | 0      | 1     |
| 3       | Hongria        | 0  | 0      | 1      | 1     |
| 3       | Polònia        | 0  | 0      | 1      | 1     |